# Kralingen
Kralingen este un cartier al Rotterdamului, care face parte din regiunea urbană Kralingen-Crooswijk. Se află în estul orașului, între Crooswijk și Prinsenland (parte a orașului Prins Alexander), cu o populație de aproximativ 23.000 de locuitori. În nordul cartierului se află Kralingse Plas, înconjurat de Kralingse Bos. Cartierul are o istorie lungă și bogată ca sat și mai în urmă, domeniu feudal.

## Istorie
Kralingen este menționat pentru prima dată în 1244, în legătură cu un localnic numit Hugo van Cralinghe. Documentele arată că unul dintre strămoșii săi, în principal Gilles van Voorschoten, a obținut stăpânirea asupra localității. Sursele ulterioare indică faptul că primul lord al satului a fost Ogier van Cralinghe. Kralingen era un sat de colonizare, așa cum au apărut în mod frecvent în Olanda și Utrecht în Evul Mediu Târziu: mlaștinile erau drenate și fermierii se stabileau în așezări răsfirate cu parcele lungi în spatele curților lor, pe aceste pământuri uscate, unde se ocupau în principal de creșterea animalelor. Satul propriu-zis s-a dezvoltat în partea de nord, de-a lungul Veenweg; în sud, exista (și există încă) Oudedijk, unde se aflau și gospodării agricole. Proprietatea feudală a fost preluată de familia Van der Lecke în secolul al XIV-lea. În 1668, proprietatea feudală a fost vândută orașului Rotterdam pentru 88.000 de carolusguldeni.
Vechiul sat se afla în partea de nord-est a cartierului actual. Începea efectiv din dreptul malul actualului Kralingse Plas și se întindea până în cartierul Prinsenland de astăzi. Cu toate acestea, a dispărut în secolele al XVII-lea și al XVIII-lea. În acea perioadă, cererea de turbă a crescut atât de mult încât pe multe locuri din Olanda, turbăria, până atunci folosită ca teren agricol, a început să fie săpată și să fie vândut ca turbă. Din cauza argilei adânci sub nivelul apei, terenul agricol din Kralingen s-a transformat într-o serie de câmpuri mari. Veenweg și alte drumuri au rămas intacte, dar fără teren agricol, satul a devenit aproape nelocuit. Ceea ce a rămas a fost cătunul Kralingse Veer și zona din jurul Oudedijk în sud. Aici, în secolul al XVIII-lea, mulți locuitori din Rotterdam au construit case de vacanță.
În secolul al XIX-lea, Kralingen și-a continuat existența agricolă tradițională. După 1850, partea de vest a comunei a început să se dezvolte rapid. Astfel, în 1852, Rotterdam a construit fabrica sa de sticlă pe terenurile Kralingene. Până în 1880, comuna avea deja peste zece mii de locuitori, iar puțin după 1890, ajunsese la 20.000 de locuitori. De asemenea, în această perioadă, linia ferată Rijnspoorweeg către Utrecht a fost construită prin Kralingen (între timp, traseul a fost mutat, iar partea din Kralingen a fost deja desființată). În același timp, multe dintre câmpurile mlăștinoase au fost drenate și au fost folosite din nou ca teren agricol. Așa a luat naștere polderul Prins Alexander, care se află chiar sub nivelul mării în anumite zone. În 1895, Kralingen, împreună cu Charlois⁠(d), a fost anexat de Rotterdam. Teritoriul rural a trecut către altă comună vecină, Capelle aan den IJssel (care ulterior a cedat o mare parte din terenurile sale către Rotterdam). În timpul bombardamentului din mai 1940, Kralingen a fost, de asemenea, afectat: bombele erau destinate centrului orașului, dar cartierul se afla în ruta de atac și era afectat de vântul dinspre vest. Un monument în cartier amintește de acest eveniment. Kralingen, mai exact Kralingse Bos, a fost locul unde a avut loc Holland Pop Festival în 1970.

## Evoluție demografică
| Anul | Locuitori | (în întreg sudul Olandei) |
| ---- | --------- | ------------------------- |
| 1795 | 2.872     | - Nu, nu.                 |
| 1830 | 2.731     | -4,9%                     |
| 1840 | 3.348     | + 22,6% (+9,6%) (+9,6%),  |
| 1849 | 3.686     | +10,1% (+7,1%) (+7,1%),   |

| Anul | Locuitori | (în întreg sudul Olandei) |
| ---- | --------- | ------------------------- |
| 1859 | 4.588     | 24,5% (+9,5%) +9,5%)      |
| 1869 | 7.099     | 54.7% (+11,5%) +11,5%)    |
| 1879 | 11.359    | +60,0% (+16,8%) (+16,8%), |
| 1889 | 16.677    | +46,8% (+18,2%) (+18,2%)  |

Observație
- Normalizată, într-un interval de 10 ani, rata de creștere a populației a fost de -1,4% între 1795 și 1830.

Evoluție relativă de la 1830 până în 1971

(v1830=100) până în 1830
Verde: Comuna Kralingen 
Albastru: Provincia Olanda de Sud

## Aspect și caracter

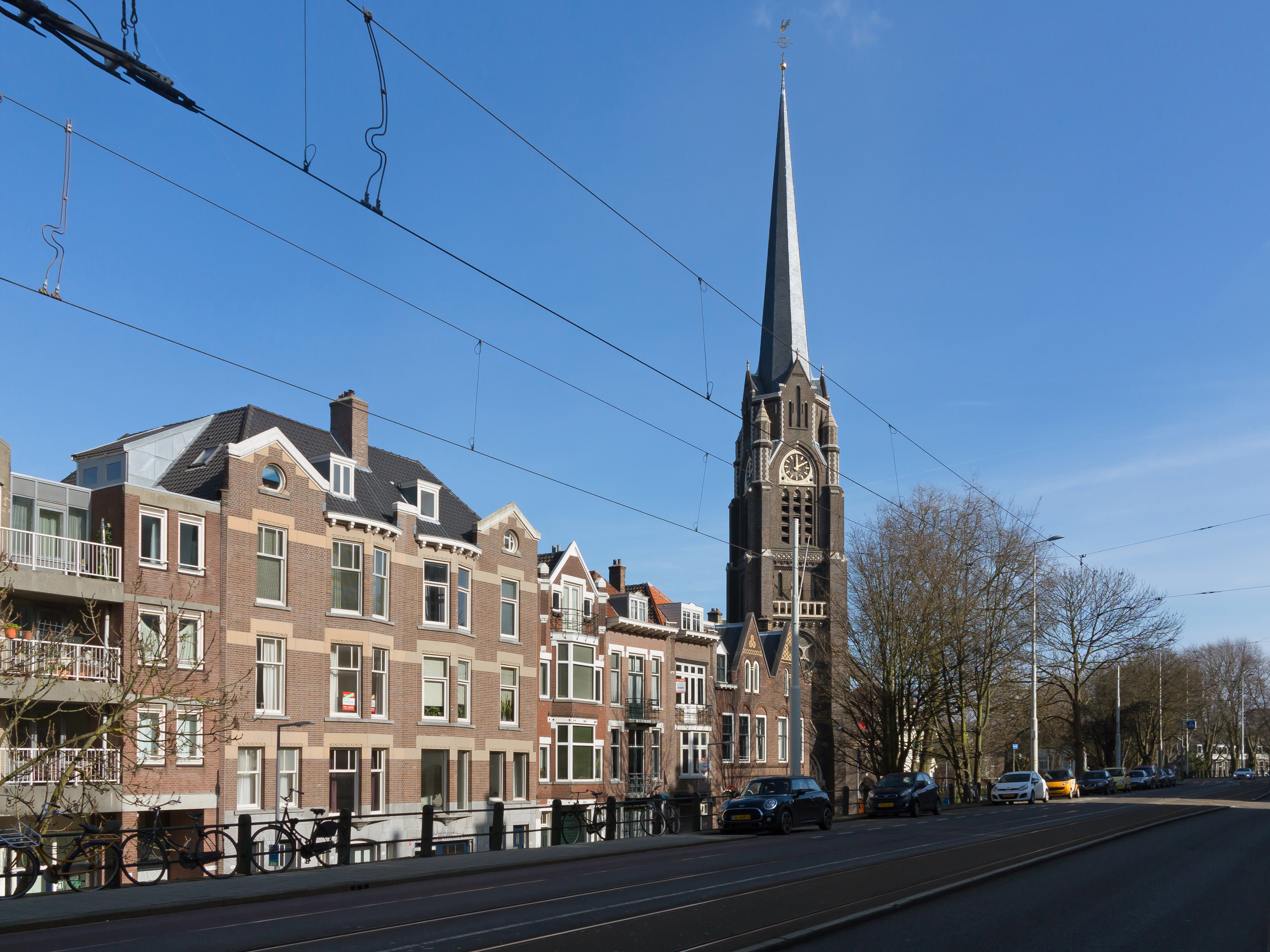
Biserica Sfântul Lambert din Kralingen

### Monumente
Veenweg, care inițial trecea printre câmpurile de turbă, a dispărut complet odată cu drenarea. Din vechiul sat, a rămas doar biserica Aajd-Kralingen. Aceasta se află în Prinsenland și formează granița estică a așezării. Se poate distinge clar de terenul înconjurător. În partea de nord a satului, se pot găsi încă două biserici din secolul al XIX-lea, una protestantă construită în 1841 (Biserica Hoflaan) și una romano-catolică neo-gotică dedicată Sfântului Lambert din 1877. O parte din Kralingen este acum un sit protejat, dar, din cauza bombardamentului, în vestul cartierului predomină clădirile moderne.

### Sport
Kralingen dispune de numeroase facilități sportive. Cunoscută este echipa de fotbal Excelsior, una dintre cele trei echipe profesioniste de fotbal din Rotterdam. Victoria, înființată în 1899, este o asociație sportivă multisport pentru hochei, squash și tenis. De asemenea, clubul de hochei Leonidas are sediul aici. Din 1937, în Kralingen se află și Manège Rotterdam, lângă terenul lor se desfășoară și CHIO Rotterdam. În apropiere se află și terenul de golf Kralingen, care, la șapte metri sub nivelul mării, este cel mai jos amplasat teren de golf din lume. În jurul lacului Kralingse Plas, se planifică, de asemenea, construirea unei piste de patinaj pe gheață publice.

### Educație
La est de Kralinge se află Brainpark, precum și campusurile Hogeschool Rotterdam și ale Universității Erasmus.

## Heraldică
Heraldica comunei Kralingen avea o stemă care s-a schimbat în timp: 
Pe fundal auriu, o stea cu opt colțuri de culoare roșie. Stema este acoperită cu o coroană cu cinci frunze.
Această veche stemă are origini în familia nobilă Kralingen. Deoarece această familie a avut influență și în alte locuri, puteți găsi variații ale acestei steme (de obicei, cu cele opt stele, dar în culori diferite) în multe alte steme din Olandei de Sud. Astfel de variante pot fi găsite și în stema comunei Alphen aan den Rijn care există încă astăzi. Consiliul Înalt al Nobilimii a oficializat această stemă pentru Kralingen la data de 16 iulie 1816. 
Stema Kralingen este încă utilizată astăzi pe tricourile echipei de fotbal Excelsior.